# Nevarna igra
Nevarna igra (izvirno Damages) je ameriška odvetniška dramska serija, ki jo od leta 2007 predvaja televizija FX, od 2011 pa DirecTV. Četrta sezona se je začela 13. julija 2011 in se končala 14. septembra 2011. Zadnja peta sezona se je končala 12. septembra 2012.
Serija sloni predvsem na briljantni Glenn Close, opazno vlogo pa ima tudi Slovenec Željko Ivanek. Za prvo sezono je serija prejela veliko kritičnih pohval ter kopico pomembnih nagrad, med drugim zlati globus in tri emmyje.
Serijo v Sloveniji predvaja POP TV.
Prva sezona je na spored prišla 26. februarja 2008, druga 22. septembra 2009, tretja 24. februarja 2011, četrta sezona pa 2. februarja 2012 in se je končala 20. februarja 2012.

## Igralci

### Sezona 1
Glavni
- Glenn Close (Patty Hewes)
- Rose Byrne (Ellen Parsons)
- Željko Ivanek (Ray Fiske)
- Noah Bean (David Connor)
- Tate Donovan (Tom Shayes)
- Ted Danson (Arthur Frobisher)

Stranski
- Anastasia Griffith (Katie Connor)
- Peter Facinelli (Gregory Malina)
- Peter Riegert (George Moore)
- Philip Bosco (Hollis Nye)
- Michael Nouri (Phil Grey)
- Zachary booth (Michael Hewes)
- David Costabile (Rick Messer)
- Tom Aldredge (stric Pete)
- Carmen Goodine (Lila DiMeo)

### Sezona 2
Glavni
- Glenn Close (Patty Hewes)
- Rose Byrne (Ellen Parsons)
- Tate Donovan (Tom Shayes)
- Anastasia Griffith (Katie Connor)
- Marcia Gay Harden (Claire Maddox)
- Timothy Olyphant (Wes Krulik)
- Ted Danson (Arthur Frobisher)
- William Hurt (Daniel Purcell)

Stranski
- John Doman (Walter Kendrick)
- Clarke Peters (Dave Pell)
- David Costabile (Rick Messer)
- Michael Nouri (Phil Grey)
- Zachary Booth (Michael Hewes)
- Brett Cullen (Wayne Sutry)
- Glenn Kessler (agent Werner)
- Mario Van Peebles (agent Harrison)
- Tom Aldredge (stric Pete)
- Darrell Hammond (dekan)
- Kevin Corrigan (Fin Garrity)

### Sezona 3
Navedeni so potrjeni igralci:
- Glenn Close (Patty Hewes)
- Rose Byrne (Ellen Parsons)
- Tate Donovan (Tom Shayes)
- Ted Danson (Arthur Frobisher)[1]
- Campbell Scott (Joseph Tobin)[2]
- Lily Tomlin (Marilyn Tobin)[3]
- Martin Short (Leonard Winstone)[3]
- Keith Carradine (Julian Decker)[4]
- Reiko Aylesworth (Rachel Tobin))[5]
- Sarah Wynter (Danielle Marchetti)[6]

## Pomembnejše nagrade in nominacije
- 4 emmyji (najboljša igralka v dramski seriji - Glenn Close, 2008 in 2009; najboljši izbor igralcev, 2008; najboljši stranski igralec v dramski seriji - Željko Ivanek, 2008) in 15 nominacij
- zlati globus (najboljša igralka v dramski seriji - Glenn Close, 2007) in 6 nominacij
- nominacija za nagrado Ameriškega igralskega ceha (Screen Actors Guild) in satellite